# 馬庫希諾
55°12′N 67°15′E / 55.200°N 67.250°E
馬庫希諾（俄语：Макушино）是俄羅斯庫爾干州東部的一個城市，距庫爾干東南130公里。2002年人口12,661人。
馬庫希諾於17世紀建立，1896年，當地出現了火車站，並在周圍出現了一些居民區。1963年正式建市。